# Liste der Geleitzerstörer der United States Navy
Diese Liste enthält Geleitzerstörer der United States Navy. In dieser Liste sind vor allem die Typen DE (Destroyer Escort) enthalten. Weitere Typen können sich durch Umklassifizierung ergeben, was sich aus dem Text zu jedem einzelnen Schiff ergibt.
Eine weitere Klasse von Geleitschiffen der United States Navy, die sogenannten Patrol Frigates der Asheville-/Tacoma-Klasse, sind in der Liste für Patrouillenboote zu finden.
1975 kam es zur Umklassifizierung der Geleitzerstörer in Fregatten mit der Kennung FF oder FFG. Diese Umklassifizierung betraf die Einheiten ab DE-1037 und alle DEGs.
Weitere Informationen über die Fregatten der US Navy gibt es unter Liste der Fregatten.

## Geleitzerstörerklassen
| Klassenname           | Typschiff                   | In Dienst gestellt | Anzahl Einheiten |
| --------------------- | --------------------------- | ------------------ | ---------------- |
| Evarts-Klasse         | USS Evarts (DE-5)           | 15. April 1943     | 65               |
| Buckley-Klasse        | USS Buckley (DE-51)         | 30. April 1943     | 108              |
| Cannon-Klasse         | USS Cannon (DE-99)          | 26. September 1943 | 72               |
| Edsall-Klasse         | USS Edsall (DE-129)         | 10. April 1943     | 85               |
| Rudderow-Klasse       | USS Rudderow (DE-224)       | 15. Mai 1944       | 87               |
| John-C.-Butler-Klasse | USS John C. Butler (DE-339) | 31. März 1944      | 72               |
| Dealey-Klasse         | USS Dealey (DE-1006)        | 3. Juni 1954       | 13               |
| Claud-Jones-Klasse    | USS Claud Jones (DE-1033)   | 10. Februar 1959   | 4                |
|                       |                             | Summe =            | 506              |

## Evarts-Klasse

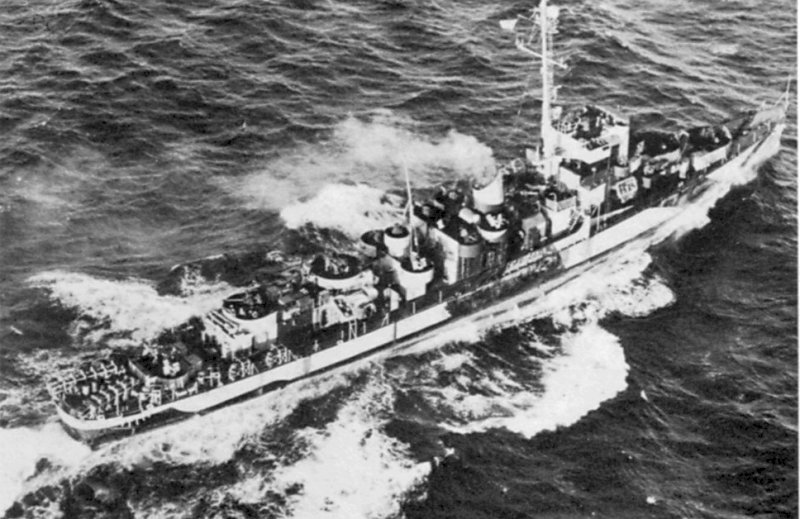
USS Evarts (DE-5)

| - USS Evarts (DE-5) - USS Wyfells (DE-6) - USS Griswold (DE-7) - USS Steele (DE-8) - USS Carlson (DE-9) - USS Bebas (DE-10) - USS Crouter (DE-11) - USS Brennan (DE-13) - USS Doherty (DE-14) - USS Austin (DE-15)             | - USS Edgar G. Chase (DE-16) - USS Edward C. Daly (DE-17) - USS Gilmore (DE-18) - USS Burden R. Hastings (DE-19) - USS Le Hardy (DE-20) - USS Harold C. Thomas (DE-21) - USS Wileman (DE-22) - USS Charles R. Greer (DE-23) - USS Whitman (DE-24) - USS Wintle (DE-25) | - USS Dempsey (DE-26) - USS Duffy (DE-27) - USS Emery (DE-28) - USS Stadtfield (DE-29) - USS Martin (DE-30) - USS Sederstrom (DE-31) - USS Fleming (DE-32) - USS Tisdale (DE-33) - USS Eisele (DE-34) - USS Fair (DE-35)    |
| - USS Manlove (DE-36) - USS Greiner (DE-37) - USS Wyman (DE-38) - USS Lovering (DE-39) - USS Sanders (DE-40) - USS Brackett (DE-41) - USS Reynolds (DE-42) - USS Mitchell (DE-43) - USS Donaldson (DE-44) - USS Andres (DE-45) | - USS Decker (DE-47) - USS Dobler (DE-48) - USS Doneff (DE-49) - USS Engstrom (DE-50) - USS Seid (DE-256) - USS Smartt (DE-257) - USS Walter S. Brown (DE-258) - USS William C. Miller (DE-259) - USS Cabana (DE-260) - USS Dionne (DE-261)                            | - USS Canfield (DE-262) - USS Deede (DE-263) - USS Elden (DE-264) - USS Cloues (DE-265) - USS Lake (DE-301) - USS Lyman (DE-302) - USS Crowley (DE-303) - USS Rall (DE-304) - USS Halloran (DE-305) - USS Connolly (DE-306) |
| - USS Finnegan (DE-307) - USS O’Toole (DE-527) - USS John J. Powers (DE-528) - USS Mason (DE-529) - USS John M. Bermingham (DE-530)                                                                                            | | |

## Buckley-Klasse

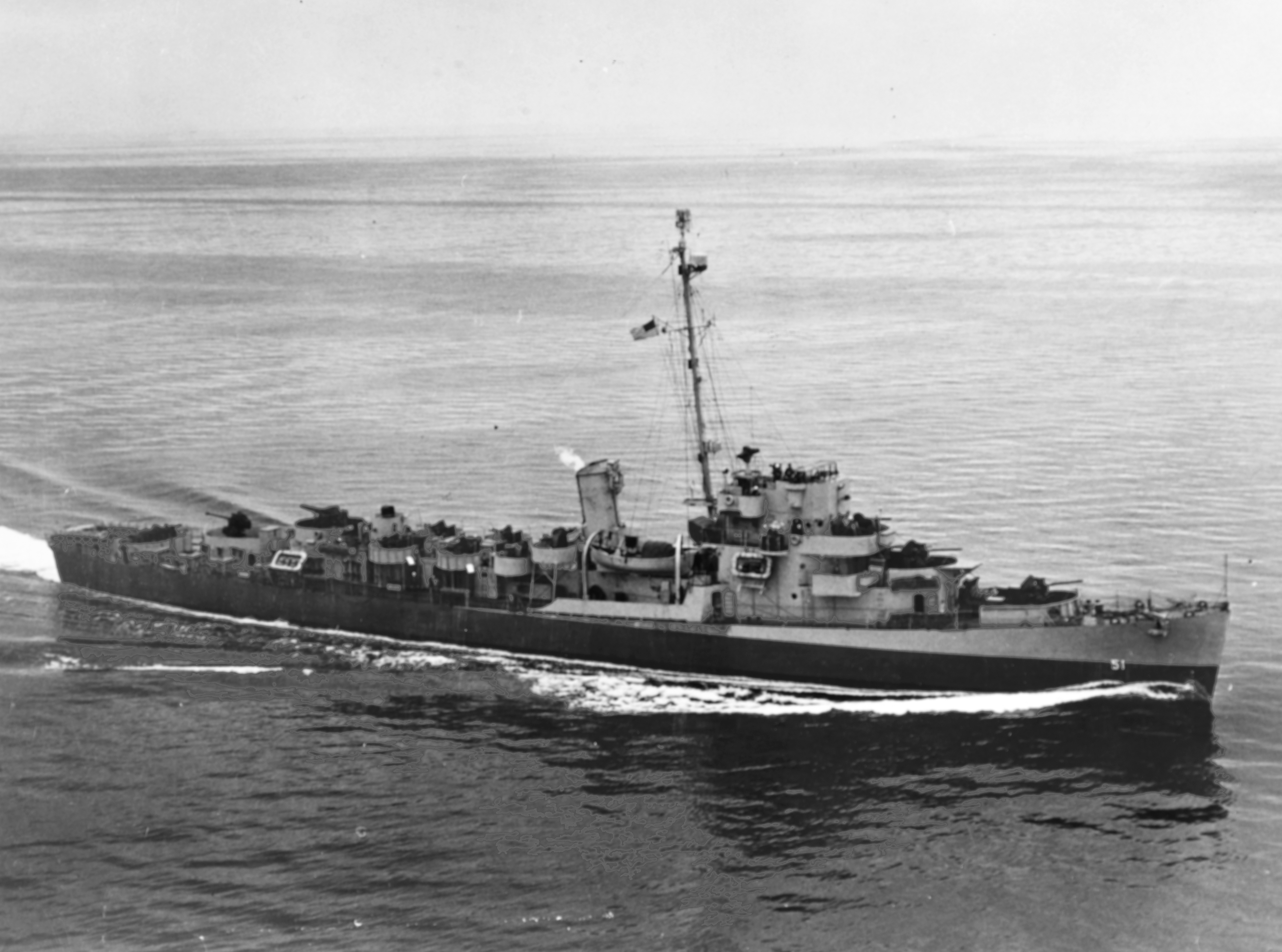
USS Buckley (DE-51)

| - USS Buckley (DE-51) - USS Charles Lawrence (DE-53) - USS Daniel T. Griffin (DE-54) - USS Donnell (DE-56) - USS Fogg (DE-57) - USS Foss (DE-59) - USS Gantner (DE-60) - USS George W. Ingram (DE-62) - USS Ira Jeffery (DE-63) - USS Lee Fox (DE-65)      | - USS Amesbury (DE-66) - USS Bates (DE-68) - USS Blessman (DE-69) - USS Joseph E. Campbell (DE-70) - USS Reuben James (DE-153) - USS Sims (DE-154) - USS Hopping (DE-155) - USS Reeves (DE-156) - USS Fechteler (DE-157) - USS Chase (DE-158)               | - USS Laning (DE-159) - USS Loy (DE-160) - USS Barber (DE-161) - USS Lovelace (DE-198) - USS Manning (DE-199) - USS Neuendorf (DE-200) - USS James E. Craig (DE-201) - USS Eichenberger (DE-202) - USS Thomason (DE-203) - USS Jordan (DE-204)         |
| - USS Newman (DE-205) - USS Liddle (DE-206) - USS Kephart (DE-207) - USS Cofer (DE-208) - USS Lloyd (DE-209) - USS Otter (DE-210) - USS Hubbard (DE-211) - USS Hayter (DE-212) - USS William T. Powell (DE-213)                                            | - USS Scott (DE-214) - USS Burke (DE-215) - USS Enright (DE-216) - USS Coolbaugh (DE-217) - USS Darby (DE-218) - USS J. Douglas Blackwood (DE-219) - USS Francis M. Robinson (DE-220) - USS Solar (DE-221) - USS Fowler (DE-222) - USS Spangenberg (DE-223) | - USS Ahrens (DE-575) - USS Barr (DE-576) - USS Alexander J. Luke (DE-577) - USS Robert I. Paine (DE-578) - USS Foreman (DE-633) - USS Whitehurst (DE-634) - USS England (DE-635) - USS Witter (DE-636) - USS Bowers (DE-637) - USS Willmarth (DE-638) |
| - USS Gendreau (DE-639) - USS Fieberling (DE-640) - USS William C. Cole (DE-641) - USS Paul G. Baker (DE-642) - USS Damon M. Cummings (DE-643) - USS Vammen (DE-644) - USS Jenks (DE-665) - USS Durik (DE-666) - USS Wiseman (DE-667) - USS Weber (DE-675) | - USS Schmitt (DE-676) - USS Frament (DE-677) - USS Harmon (DE-678) - USS Greenwood (DE-679) - USS Loeser (DE-680) - USS Gillette (DE-681) - USS Underhill (DE-682) - USS Henry R. Kenyon (DE-683) - USS Bull (DE-693) - USS Bunch (DE-694)                 | - USS Rich (DE-695) - USS Spangler (DE-696) - USS George (DE-697) - USS Raby (DE-698) - USS Marsh (DE-699) - USS Currier (DE-700) - USS Osmus (DE-701) - USS Earl V. Johnson (DE-702) - USS Holton (DE-703) - USS Cronin (DE-704)                      |
| - USS Frybarger (DE-705) - USS Tatum (DE-789) - USS Borum (DE-790) - USS Maloy (DE-791) - USS Haines (DE-792) - USS Runels (DE-793) - USS Hollis (DE-794) - USS Gunason (DE-795) - USS Major (DE-796) - USS Weeden (DE-797)                                | - USS Varian (DE-798) - USS Scroggins (DE-799) - USS Jack W. Wilke (DE-800) | |

## Cannon-Klasse

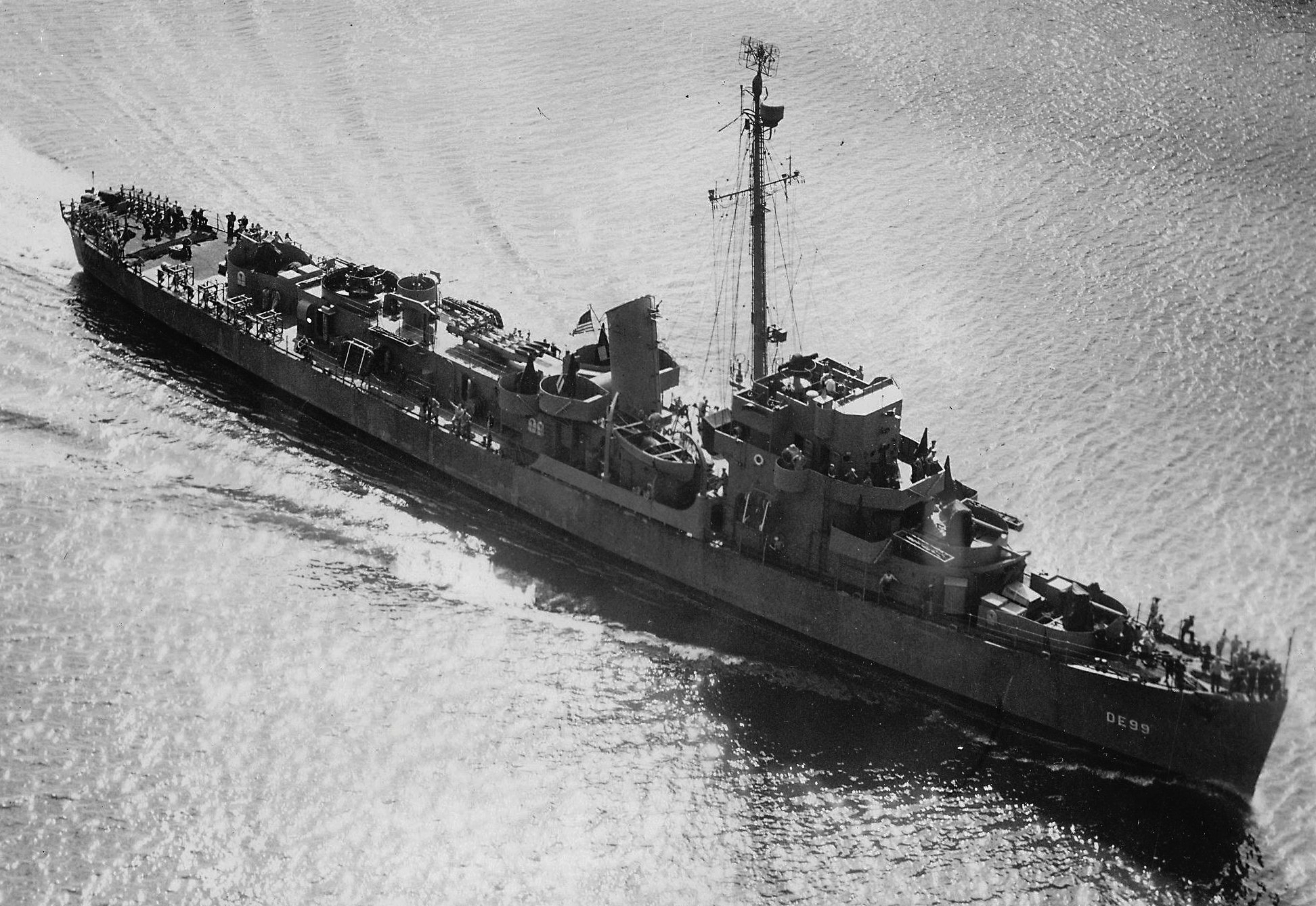
USS Christopher (DE-100)

| - USS Cannon (DE-99) - USS Christopher (DE-100) - USS Alger (DE-101) - USS Thomas (DE-102) - USS Bostwick (DE-103) - USS Breeman (DE-104) - USS Burrows (DE-105) - USS Cronin (DE-107) - USS Carter (DE-112) - USS Clarence L. Evans (DE-113) | - USS Levy (DE-162) - USS McConnell (DE-163) - USS Osterhaus (DE-164) - USS Parks (DE-165) - USS Baron (DE-166) - USS Acree (DE-167) - USS Amick (DE-168) - USS Atherton (DE-169) - USS Booth (DE-170) - USS Carroll (DE-171)                   | - USS Cooner (DE-172) - USS Eldridge (DE-173) - USS Marts (DE-174) - USS Pennewill (DE-175) - USS Micka (DE-176) - USS Reybold (DE-177) - USS Herzog (DE-178) - USS McAnn (DE-179) - USS Trumpeter (DE-180) - USS Straub (DE-181) |
| - USS Gustafson (DE-182) - USS Samuel S. Miles (DE-183) - USS Wesson (DE-184) - USS Riddle (DE-185) - USS Swearer (DE-186) - USS Stern (DE-187) - USS O’Neill (DE-188) - USS Bronstein (DE-189) - USS Baker (DE-190)                          | - USS Coffman (DE-191) - USS Eisner (DE-192) - USS Garfield Thomas (DE-193) - USS Wingfield (DE-194) - USS Thornhill (DE-195) - USS Rinehart (DE-196) - USS Roche (DE-197) - USS Bangust (DE-739) - USS Waterman (DE-740) - USS Weaver (DE-741) | - USS Hilbert (DE-742) - USS Lamons (DE-743) - USS Kyne (DE-744) - USS Snyder (DE-745) - USS Hemminger (DE-746) - USS Bright (DE-747) - USS Tills (DE-748) - USS Roberts (DE-749) - USS McClelland (DE-750) - USS Cates (DE-763)  |
| - USS Gandy (DE-764) - USS Earl K. Olsen (DE-765) - USS Slater (DE-766) - USS Oswald (DE-767) - USS Ebert (DE-768) - USS Neal A. Scott (DE-769) - USS Muir (DE-770) - USS Sutton (DE-771)                                                     | | |

## Edsall-Klasse

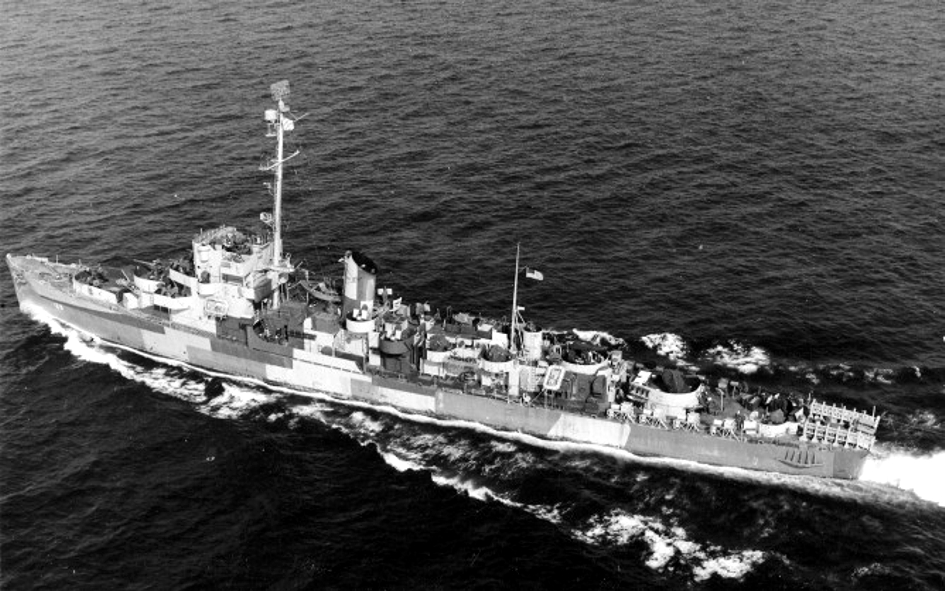
USS Edsall (DE-129)

| - USS Edsall (DE-129) - USS Jacob Jones (DE-130) - USS Hammann (DE-131) - USS Robert E. Peary (DE-132) - USS Pillsbury (DE-133) - USS Pope (DE-134) - USS Flaherty (DE-135) - USS Frederick C. Davis (DE-136) - USS Herbert C. Jones (DE-137) - USS Douglas L. Howard (DE-138) | - USS Farquhar (DE-139) - USS J.R.Y. Blakely (DE-140) - USS Hill (DE-141) - USS Fessenden (DE-142) - USS Fiske (DE-143) - USS Frost (DE-144) - USS Huse (DE-145) - USS Inch (DE-146) - USS Blair (DE-147) - USS Brough (DE-148)        | - USS Chatelain (DE-149) - USS Neunzer (DE-150) - USS Poole (DE-151) - USS Peterson (DE-152) - USS Stewart (DE-238) - USS Sturtevant (DE-239) - USS Moore (DE-240) - USS Keith (DE-241) - USS Tomich (DE-242) - USS J. Richard Ward (DE-243) |
| - USS Otterstetter (DE-244) - USS Sloat (DE-245) - USS Snowden (DE-246) - USS Stanton (DE-247) - USS Swasey (DE-248) - USS Marchand (DE-249) - USS Hurst (DE-250) - USS Camp (DE-251) - USS Howard D. Crow (DE-252) - USS Pettit (DE-253)                                      | - USS Ricketts (DE-254) - USS Sellstrom (DE-255) - USS Harveson (DE-316) - USS Joyce (DE-317) - USS Kirkpatrick (DE-318) - USS Leopold (DE-319) - USS Menges (DE-320) - USS Mosley (DE-321) - USS Newell (DE-322) - USS Pride (DE-323) | - USS Falgout (DE-324) - USS Lowe (DE-325) - USS Gary (DE-326) - USS Brister (DE-327) - USS Finch (DE-328) - USS Kretchmer (DE-329) - USS O’Reilly (DE-330) - USS Koiner (DE-331) - USS Price (DE-332) - USS Strickland (DE-333)             |
| - USS Forster (DE-334) - USS Daniel (DE-335) - USS Roy O. Hale (DE-336) - USS Dale W. Peterson (DE-337) - USS Martin H. Ray (DE-338) - USS Ramsden (DE-382) - USS Mills (DE-383) - USS Rhodes (DE-384) - USS Richey (DE-385) - USS Savage (DE-386)                             | - USS Vance (DE-387) - USS Lansing (DE-388) - USS Durant (DE-389) - USS Calcaterra (DE-390) - USS Chambers (DE-391) - USS Merrill - USS Haverfield (DE-393) - USS Swenning (DE-394) - USS Willis (DE-395) - USS Janssen (DE-396)       | - USS Wilhoite (DE-397) - USS Cockrill (DE-398) - USS Stockdale (DE-399) - USS Hissem (DE-400) - USS Holder (DE-401) |

## Rudderow-Klasse

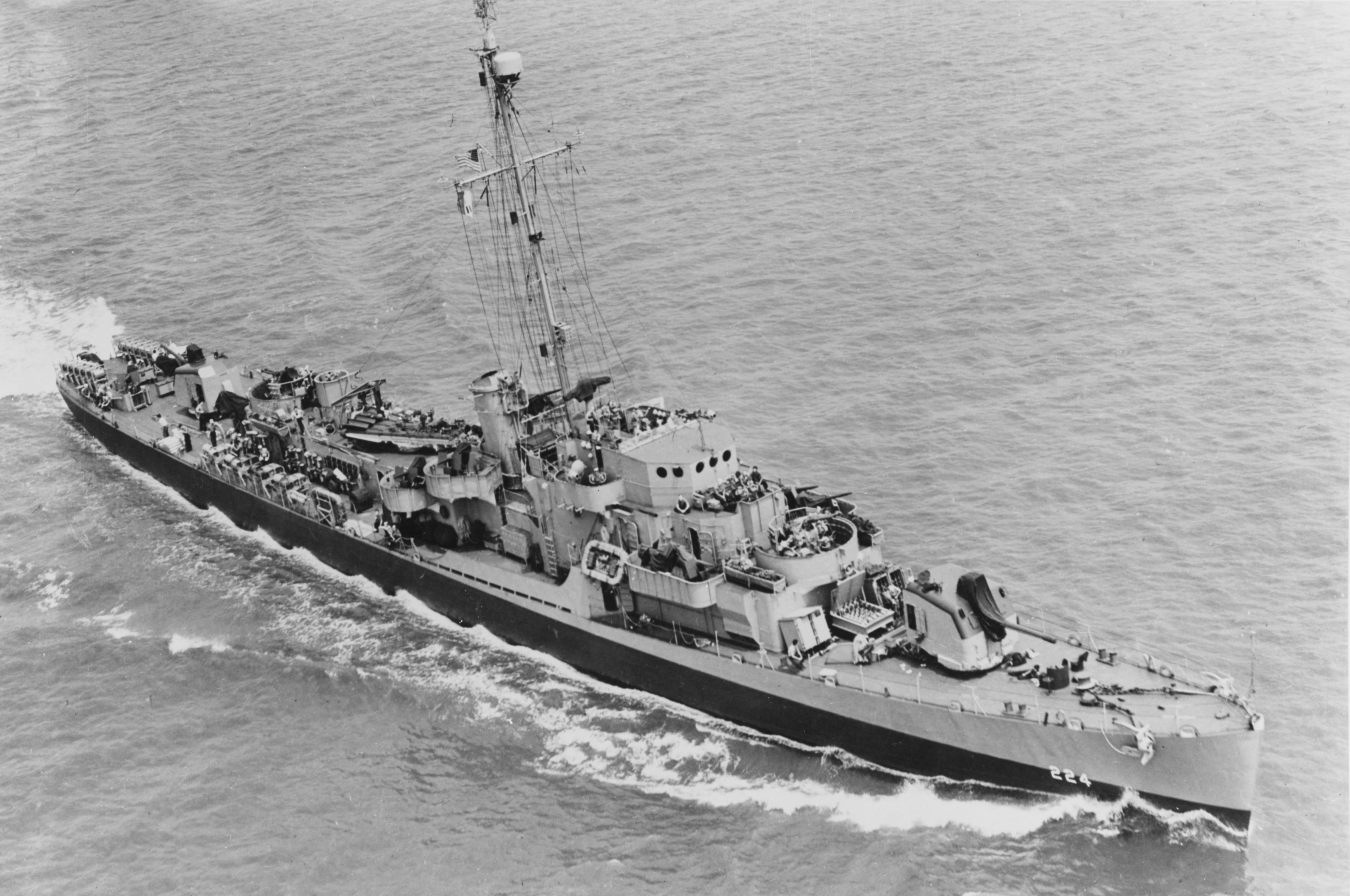
USS Rudderow (DE-224)

| - USS Rudderow (DE-224) - USS Day (DE-225) - USS Chaffee (DE-230) - USS Hodges (DE-231) - USS Riley (DE-579) - USS Leslie L.B. Knox (DE-580) - USS McNulty (DE-581) - USS Metivier (DE-582) - USS George A. Johnson (DE-583) - USS Charles J. Kimmel (DE-584) | - USS Daniel A. Joy (DE-585) - USS Lough (DE-586) - USS Thomas F. Nickel (DE-587) - USS Peiffer (DE-588) - USS Tinsman (DE-589) - USS DeLong (DE-684) - USS Coates (DE-685) - USS Eugene E. Elmore (DE-686) - USS Holt (DE-706) - USS Jobb (DE-707) | - USS Parle (DE-708) - USS Bray (DE-709) |

## John-C.-Butler-Klasse

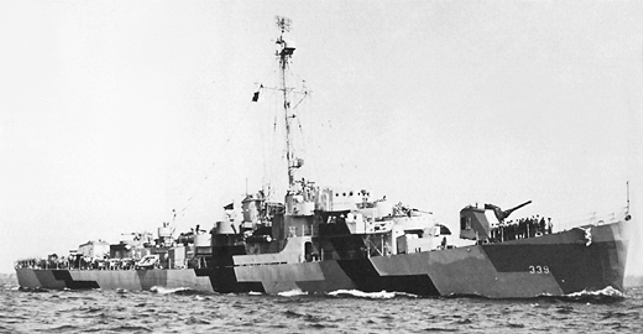
USS John C. Butler (DE-339)

| - USS John C. Butler (DE-339) - USS O’Flaherty (DE-340) - USS Raymond (DE-341) - USS Richard W. Suesens (DE-342) - USS Abercrombie (DE-343) - USS Oberrender (DE-344) - USS Robert Brazier (DE-345) - USS Edwin A. Howard (DE-346) - USS Jesse Rutherford (DE-347) - USS Key (DE-348)     | - USS Gentry (DE-349) - USS Traw (DE-350) - USS Maurice J. Manuel (DE-351) - USS Naifeh (DE-352) - USS Doyle C. Barnes (DE-353) - USS Kenneth M. Willett (DE-354) - USS Jaccard (DE-355) - USS Lloyd E. Acree (DE-356) - USS George E. Davis (DE-357) - USS Mack (DE-358)            | - USS Woodson (DE-359) - USS Johnnie Hutchins (DE-360) - USS Walton (DE-361) - USS Rolf (DE-362) - USS Pratt (DE-363) - USS Rombach (DE-364) - USS McGinty (DE-365) - USS Alvin C. Cockrell (DE-366) - USS French (DE-367) - USS Cecil J. Doyle (DE-368)                           |
| - USS Thaddeus Parker (DE-369) - USS John L. Williamson (DE-370) - USS Presley (DE-371) - USS Williams (DE-372) - USS Richard S. Bull (DE-402) - USS Richard M. Rowell (DE-403) - USS Eversole (DE-404) - USS Dennis (DE-405) - USS Edmonds (DE-406) - USS Shelton (DE-407)               | - USS Straus (DE-408) - USS La Prade (DE-409) - USS Jack Miller (DE-410) - USS Stafford (DE-411) - USS Walter C. Wann (DE-412) - USS Samuel B. Roberts (DE-413) - USS Le Ray Wilson - USS Lawrence C. Taylor (DE-415) - USS Melvin R. Nawman (DE-416) - USS Oliver Mitchell (DE-417) | - USS Tabberer (DE-418) - USS Robert F. Keller (DE-419) - USS Leland E. Thomas (DE-420) - USS Chester T. O’Brien (DE-421) - USS Douglas A. Munro (DE-422) - USS Dufilho (DE-423) - USS Haas (DE-424) - USS Corbesier (DE-438) - USS Conklin (DE-439) - USS McCoy Reynolds (DE-440) |
| - USS William Seiverling (DE-441) - USS Ulvert M. Moore (DE-442) - USS Kendal C. Campbell (DE-443) - USS Goss (DE-444) - USS Grady (DE-445) - USS Charles E. Brannon (DE-446) - USS Albert T. Harris (DE-447) - USS Cross (DE-448) - USS Hanna (DE-449) - USS Joseph E. Connolly (DE-450) | - USS Gilligan (DE-508) - USS Formoe (DE-509) - USS Heyliger (DE-510) - USS Edward H. Allen (DE-531) - USS Tweedy (DE-532) - USS Howard F. Clark (DE-533) - USS Silverstein (DE-534) - USS Lewis (DE-535) - USS Bivin (DE-536) - USS Rizzi (DE-537)                                  | - USS Osberg (DE-538) - USS Wagner (DE-539) - USS Vandivier (DE-540) - USS Sheehan (DE-541) - USS Oswald A. Powers (DE-542) - USS Groves (DE-543) - USS Alfred Wolf (DE-544) |

## Dealey-Klasse

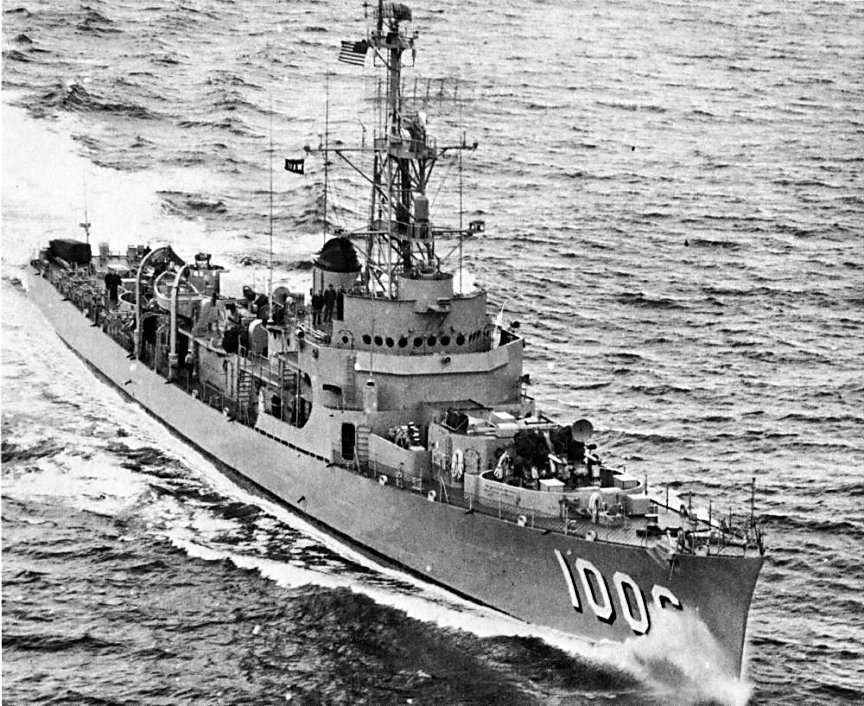
USS Dealey (DE-1006)

| - USS Dealey (DE-1006) - USS Cromwell (DE-1014) - USS Hammerberg (DE-1015) - USS Courtney (DE-1021) - USS Lester (DE-1022) - USS Evans (DE-1023) - USS Bridget (DE-1024) - USS Bauer (DE-1025) - USS Hooper (DE-1026) | - USS John Willis (DE-1027) - USS Van Voorhis (DE-1028) - USS Hartley (DE-1029) - USS Joseph K. Taussig (DE-1030) |

## Claud-Jones-Klasse

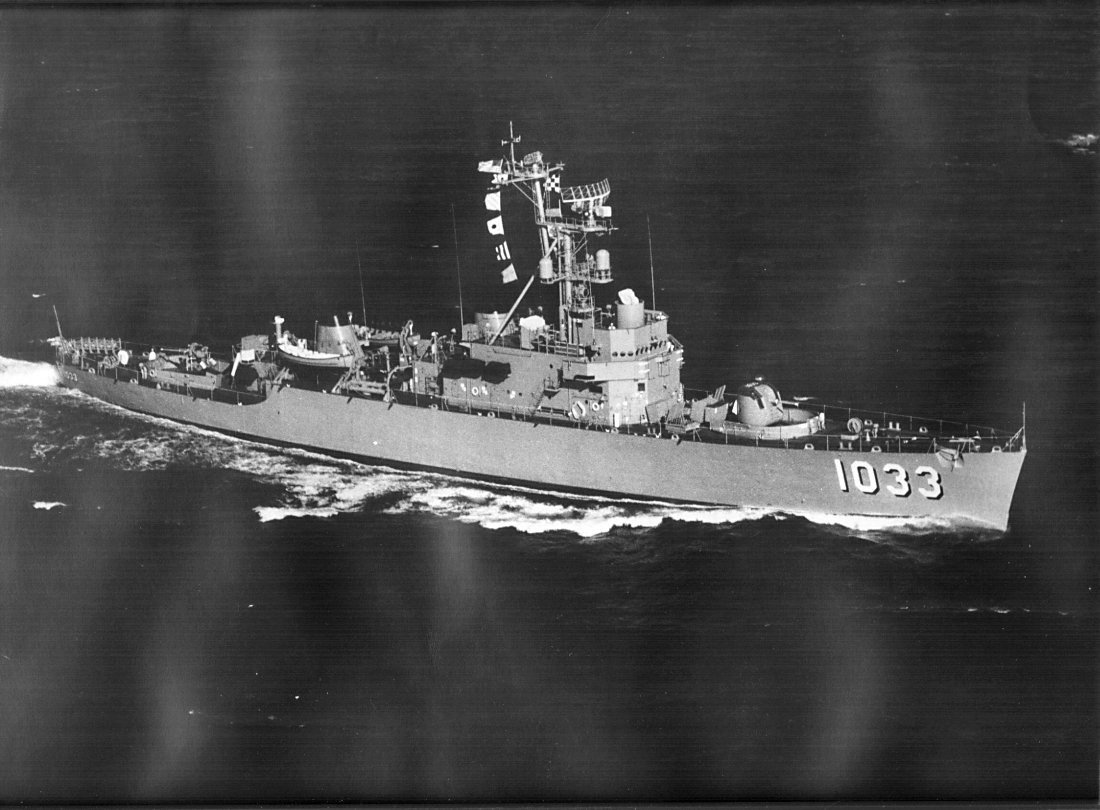
USS Claud Jones (DE-1033)

| - USS Claud Jones (DE-1033) - USS John R. Perry (DE-1034) - USS Charles Berry (DE-1035) - USS McMorris (DE-1036) |